# Pleurocryptella fimbriata
Pleurocryptella fimbriata är en kräftdjursart som beskrevs av John C. Markham 1973. Pleurocryptella fimbriata ingår i släktet Pleurocryptella och familjen Bopyridae. Inga underarter finns listade i Catalogue of Life.